# 善養寺恭平
善養寺恭平（日语：／ Zenyōji Kyōhei，6月18日—）是一名日本男性聲優，群馬縣出身，81 Produce所屬。

## 簡歷
畢業於映像科技學院。2021年10月起隸屬於81 Produce。

## 人物
方言是群馬方言。興趣與專長包括遊戲、逛電腦週邊用品、滑雪、音樂遊戲、高速打字。

## 演出作品
※粗體字為主要角色。

### 電視動畫
2022年
- 受讚頌者 二人的白皇（德可彭波兵）
- BLUE LOCK 藍色監獄（V隊2號、V隊8號）

2023年
- 小智是女孩啦！（不良）
- MIX 第二季～第二個夏天，邁向晴空～（小倉、飛龍3、花岡）
- 機戰少女Alice Expansion（肌肉男）
- 久保同學不放過我（男B）

2024年
- 不時輕聲地以俄語遮羞的鄰座艾莉同學（男學生、足球部隊長、學生）
- 地下城中的人（怪物）
- 機械臂（電車内的高中生A）
- 膽大黨（男學生2）

2025年
- 紅戰士在異世界成了冒險者（雷因）
- 我和班上最討厭的女生結婚了。（男學生A）
- 青之壬生浪（門人）
- 使人誤解的工房主～關於原英雄隊伍的雜役人員，實際上除了戰鬥能力外全是SSS的故事～（哥布林）
- 外星人姆姆（狩獵研究會）
- 小市民系列 第2期（男子）
- mono女孩（外國人男性）
- Silent Witch 沉默魔女的祕密（學生）
- 新吊帶襪天使（惡靈）

### 劇場版動畫
2024年
- BLOODY ESCAPE -地獄的逃走劇-
- 劇場版 藍色監獄 -Episode凪-
- 擊浪青春（男學生）

### 網路動畫
2024年
- 決鬥大師 LOST～追憶的水晶～（打工夥伴B）

2025年

### 遊戲
2021年
- 薑餅人王國
- 廢墟圖書館（ヤン・ヴィスモク）

2022年
- 少女與龍 -幻獸契約Cryptract-（カシエル）
- Dragalia Lost ～失落的龍絆～（ジンローダの部下）
- 超異域公主連結☆Re:Dive（服務員、參加者、男子）

2023年
- 原神（迪特瑪爾、沃倫·努維爾勳爵、洛耶茨）
- 迪士尼 扭曲仙境（Scarabia寮生）

2024年
- （清原恒介）

## 外部連結
- 善養寺恭平 - 81プロデュースの公式サイト
- 善養寺恭平的X（前Twitter）